# Carphalea
Carphalea es un género con 21 especies de plantas con flores perteneciente a la familia Rubiaceae. Es originario de Madagascar.

## Descripción
El género Carphalea incluye arbustos y árboles pequeños que se encuentran en la vegetación esclerófila, seca y xerófila, que no es un hábitat común entre las Rubiaceae de Madagascar, y también son notables por las extremidades del cáliz agrandadas. Carphalea se caracteriza por sus estípulas persistentes con 1 a varios  lóbulos lineales o cerdas con puntas glandulares, su esbelta corola tubular en forma de embudo y sus frutos con varias semillas. En algunas especies la extremidad del cáliz son simétricamente lobuladas, no de colores brillantes, y aumenta de tamaño después de la antesis, como el desarrollo de los frutos, en otras especies la extremidad se forma asimétrica y lobulada, de color rojo brillante o rojo anaranjado, y ampliada antes de la antesis presumiblemente con funciones para atraer a los polinizadores.

## Taxonomía
El género fue descrito por Comm. ex Vent. y publicado en Genera Plantarum 198. 1789.

## Especies seleccionadas
- Carphalea angulata
- Carphalea bernieri
- Carphalea cloiselii
- Carphalea corymbosa
- Carphalea geayi
- Carphalea glaucescens